# Los Americans
"Американцы" (ТВ-сериал (с 2011 года)) (англ. Los Americans) - это восьми-серийный сериал, созданный Дэннисом Леони. Шоу повествует о жизни латиноамериканской семьи со средним уровнем дохода в Лос-Анджелесе. Сериал вышел на экраны в 2011 году.

## Сюжет
Латиноамериканская семья Валенсуэла сталкивается с типичными для американских семей трудностями, в числе которых отсутствие работы, культурная самобытность и алкоголизм.

### Эпизоды
| Номер | Название                       | Описание |
| ----- | ------------------------------ | --- |
| 8     | "Едем в Мексику"               | В то время как вся семья обеспокоена тем, какие трудности повлечет за собой беременность Ариэль, Ли, наконец, находит работу своей мечты, но собеседование оборачивается настоящим кошмаром. В это же время иммиграционная и таможенная полиция забирает Пилар, сдал которую, по всей видимости, муж Виктории Джек, что лишь подливает масла в огонь.                                                                        |
| 7     | "Правда глаза колет"           | В попытке защитить Ариэль от матери-алкоголички, Валенсуэлы принимают её в свой дом. Это не останавливает мать Ариэль от перепалок с Алмой, что однажды переходит в драку на виду у соседей. Ли знакомится с мужем Виктории Джеком, которому не по душе то, что Ли с таким рвением во всем помогает его жене. Толпа народа в его доме и то, какие неудобства это доставляет их мирному соседству, также не устраивают Джека. |
| 6     | "Секреты"                      | В попытке защитить Ариэль от матери-алкоголички, Валенсуэлы принимают её в свой дом. Это не останавливает мать Ариэль от перепалок с Алмой, что однажды переходит в драку на виду у соседей. Ли знакомится с мужем Виктории Джеком, которому не по душе то, что Ли с таким рвением во всем помогает его жене. Толпа народа в его доме и то, какие неудобства это доставляет их мирному соседству, также не устраивают Джека. |
| 5     | "Да не введи нас во искушение" | Когда Ли помогает красивой новой соседке Виктории завести автомобиль, та, в качестве благодарности, угощает его шоколадным печеньем. Этот невинный жест запускает целую череду вины, обмана, лжи, зависти и лицемерия. Ситуация усугубляется тем, что пятнадцатилетняя подружка Пола Ариэль беременна. Причем Ли и Алма узнают об этом от самого Пола.                                                                       |
| 4     | "Семейная реликвия"            | Ли, Алма, Мемо и Пилар, вернувшись, обнаруживают Дженнифер в бессознательном состоянии в руках юношей, которых она сама пригласила. Ли и Алма злятся на Дженнифер за то, что та позвала ребят, а затем напилась до отключки; но они также в ярости и на Люсию, которая напившись оставила детей без присмотра. Проблема алкоголизма всегда являлась камнем преткновения в семье Валенсуэла.                                  |
| 3     | "Наследие"                     | Мемо устраивается на работу до того, как это удается сделать Ли, и закатывает по такому случаю вечеринку, которой суждено пойти наперекосяк. Когда Люсия выпивает слишком много и теряет сознание, семнадцатилетняя Дженнифер приглашает нескольких друзей мужского пола на вечеринку и сама напивается до бессознательного состояния, что делает ее уязвимой перед юношами.                                                 |
| 2     | "Рыба и гости"                 | Валенсуэлы стараются привыкнуть к куче странных родственников, живущих в их доме, помочь Люсии побороть зависимость от алкоголя, а также подбодрить Ли, в то время как он находится в поисках новой работы. Пилар, гражданская жена Мемо, удивляет Ли своей щедростью. |
| 1     | "С днем рождения"              | Идиллическая загородная жизнь Леандро (или "Ли", как он предпочитает, чтобы его называли) Велансуэла потихоньку идет по наклонной: он теряет свою работу, старается справиться с алкоголизмом матери и делит дом с тремя новыми постояльцами - его двоюродным братом Мемо, которого он не видел тридцать лет, его гражданской женой и сыном, который страдает от ожирения. Автор Ричард Каммингс-Мл.                         |

## Актеры
- Есаи Моралес  в роли Леандро Валенсуэла
- Люпе Онтиверос  в роли Лючии Валенсуэла
- Ивонн DeLaRosa в роли Алмы Валенсуэла
- ДжейСи Гонсалес в роли Пола Валенсуэла
- Рэймонд Крус  в роли Мемо
- Анна Вильяфанье в роли Дженнифер Валенсуэла

## Награды и признание
The Imagen Foundation  - Лучший Драматический Веб-Сериал, 2012
Алан Гринли, вице-президент программы One Economy, заявил, что "этот драматический сериал поможет миллионам зрителей осознать свои ошибки и принять меры для улучшения своей жизни".